# Ulica Mariańska w Kłodzku
Ulica Mariańska w Kłodzku (Mariańska Dolina) – jedna z najbardziej na wschód wysuniętych ulic w Kłodzku ciągnąca się na długości wzdłuż potoku Jodłownik. Leży przy niej kilku domów położonych na wysokości ok. 330 m w dolinie Jodłownika.

## Nazewnictwo
| Lata          | Nazwa ulicy   |
| ------------- | ------------- |
| XVIII w.-1880 | Marienthal    |
| 1880-1946     | Mariathal     |
| 1946-1975     | Dolina        |
| od 1975 r.    | ul. Mariańska |

## Historia
Mariańska dolina powstała jako część Wojciechowic, prawdopodobnie w XVIII wieku lub być może dopiero na początku XIX wieku w związku z rozbudową kaplicy i budowa kalwarii na Mariańskiej Górce. Znajdowała się tu popularna gospoda, która była celem spacerów mieszkańców pobliskiego Kłodzka (odwiedzających przy okazji Kalwarię). Słynęła ona z dobrej kuchni i ogródka, w którym znajdował się duży staw zasilany wodami Jodłownika, po którym można było popływać wynajętymi łódkami.
Po 1945 roku ta część Wojciechowic nosiła nazwę Dolina, ale ta nazwa się nie przyjęła; powrócono więc do jej pierwotnej nazwy. Początkowo wchodziła nadal w skład wsi, lecz w latach 1954-1973 należała bezpośrednio do gromady Kłodzko. W 1975 roku stała się integralna częścią miasta i została przemianowano ja na ulicę Mariańską.

## Zabytki
- Kaplica Matki Boskiej Pocieszenia – pochodzi prawdopodobnie z początku XVIII wieku, została przebudowana po 1810 roku i odnowiona po 1980 roku[1]. Jest to skromna budowla salowa, nakryta dwuspadowym dachem, z którego wychodzi sygnaturka z latarnią[1]. Do wnętrza prowadzi skromy portal o fantazyjnym wykroju nadproża, w środku jest późnobarokowy ołtarz[1].
- Kolumna Maryjna – wykonana z kamienia w 1875 roku, ufundowana przez F. Langera[1].
- Droga Krzyżowa – prowadzi z Mariańskiej Doliny do kaplicy, składająca się z 14 jednolitych stacji w formie steli[1].